# 植物角质层

真双子叶植物葉片的橫截面內部大致結構，最上和最下層均為角質層

植物角质层（plant cuticle）是覆盖于陆生植物地上器官外部的连贯保护层。一般为蜡质、脂质、烃类聚合物、纤維素、果胶組成的復合物，只由表皮细胞合成。
植物角质层见于藓类植物的孢子体和配子体的外表面，而在維管植物及角苔中則只存在於孢子體表面。

## 组成
角质层由可溶蜡包裹不溶角质膜组成。目前比较广泛认可的角质膜成分由酯和环氧键交联构成的羟基酸类聚酯聚合物。角质层也可能有非皂化烷烃聚合物。表皮蜡质与角质膜交联包裹并由外表皮角质腊覆盖。这些蜡质主要由疏水脂质化合物的混合物組成，通常是链长16到36粒碳原子的烷烃化合物。

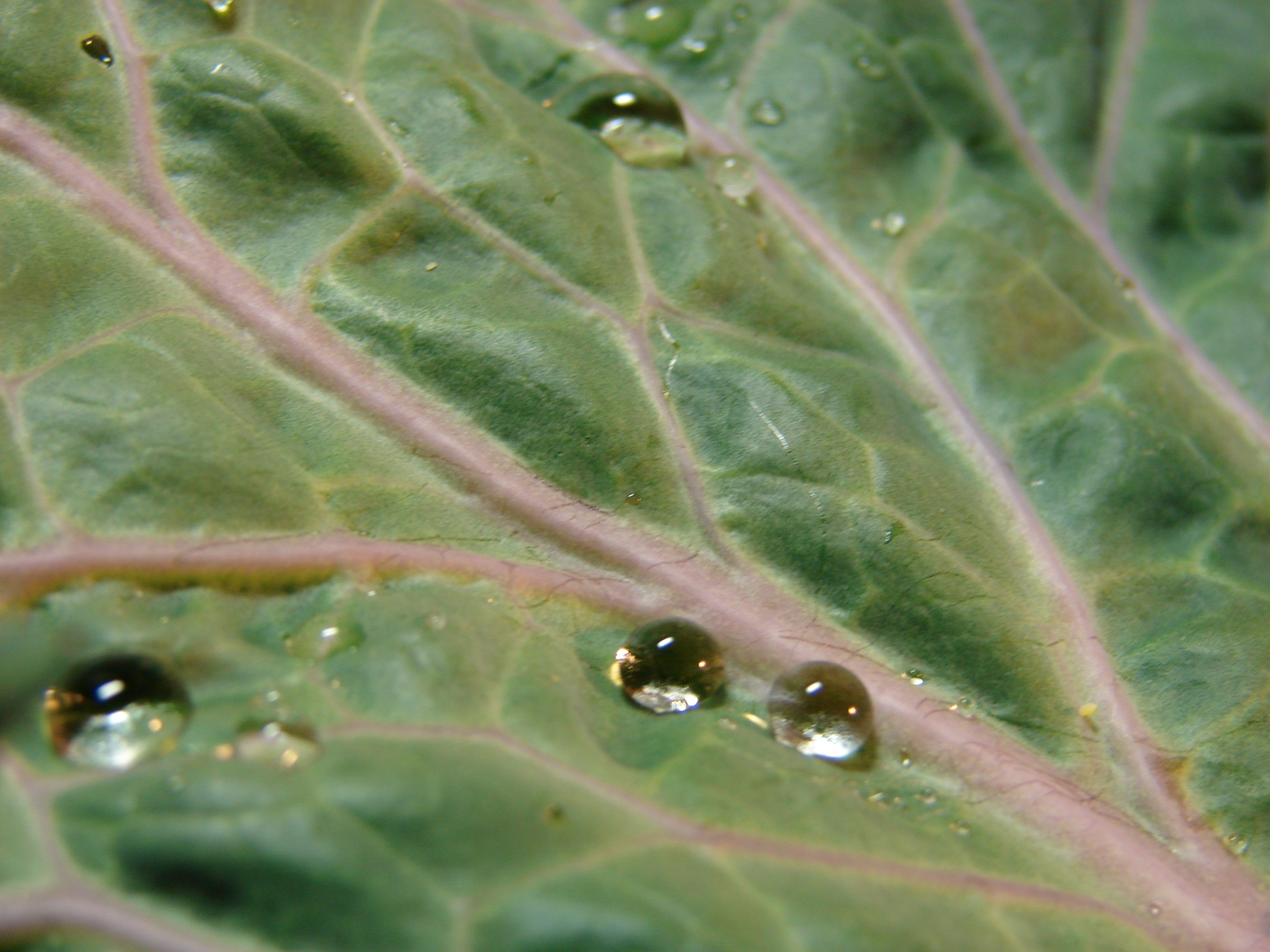
羽衣甘蓝葉片角质层上的水珠

## 功能
角质层外表面的微观蜡质晶体及表皮结构可以作為抵御周围环境和微生物、昆虫、真菌侵袭的物理屏障，如在仿生技术用途广泛的“荷叶效应”之超疏水和自洁特性。

## 研究应用
结合叶形和叶脉结构，不同类群之植物角质层所具的特征可帮助鉴定地层中的植物化石，将化石植物的角质层同現存植物类群对比，也可揭示与植物形态及环境适应相关的演化历史。
植物角质层常常深入至細胞壁四周，构成表皮細胞垂周壁外部組分之一。因此，用强酸或强碱腐蚀掉表皮细胞壁物质后，留存的角质层便可以负相的形式反映出表皮层的表皮毛、气孔器、纹饰等精细结构的特征，用于植物形态生理及生態方面的研究；使用果胶酶和纤维素酶也可將植物组织與角质层完整分离。